# 2017년 고고학
다음은 2017년의 고고학 관련 소식이다.

## 발굴
- 6월 11일 - 충청북도 증평군의 추성산성에서 백제 시대의 터널형 배수 시설이 발굴되었다.[1]
- 11월 27일 - 경상북도 경산시 일대에 있었던 고대국가 압독국의 왕릉급 나무덧무덤이 발견됐다. 이 무덤은 기원 전후에 한반도 남부에 유행하던 통나무 목관묘로, 규모나 부장 유물이 동시대 다른 무덤을 압도하는 것으로 조사됐다.[2]
- 12월 7일 - 전라북도 남원시의 교룡산성의 군기고 터로 추정되는 곳을 발굴한 결과, 통일신라 말에서 고려 초기에 조성된 대규모 건물지로 확인되었다.[3]
- 12월 21일 - 충청남도 예산군의 도굴되지 않은 횡혈식 석실분(橫穴式 石室墳, 굴식돌방무덤)에서 직물 조각이 붙어 있는 두개골이 나왔다. 이밖에도 백제시대 무덤 13기와 청동기시대 주거지 6기 등 유구 32기를 찾아냈다.[4]
- 12월 26일 - 충청남도 부여군 화지산 유적에서 사비 백제시대의 건물지 흔적 등이 발견됐다.[5]